# Asschuur (Sassenheim)

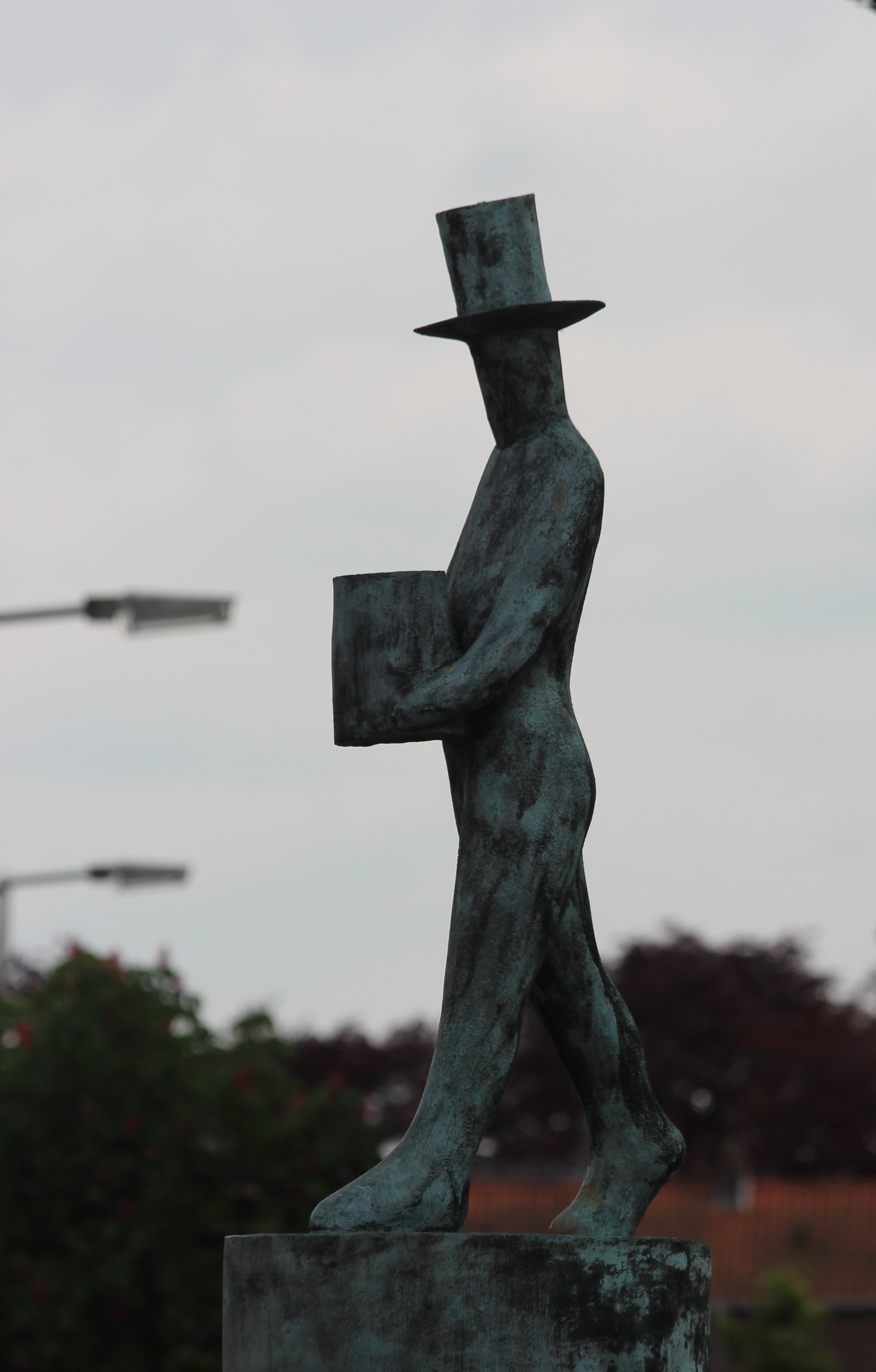
De 'aschhaalder' of 'aschpotter' op de hoek van de Oude Haven in Sassenheim

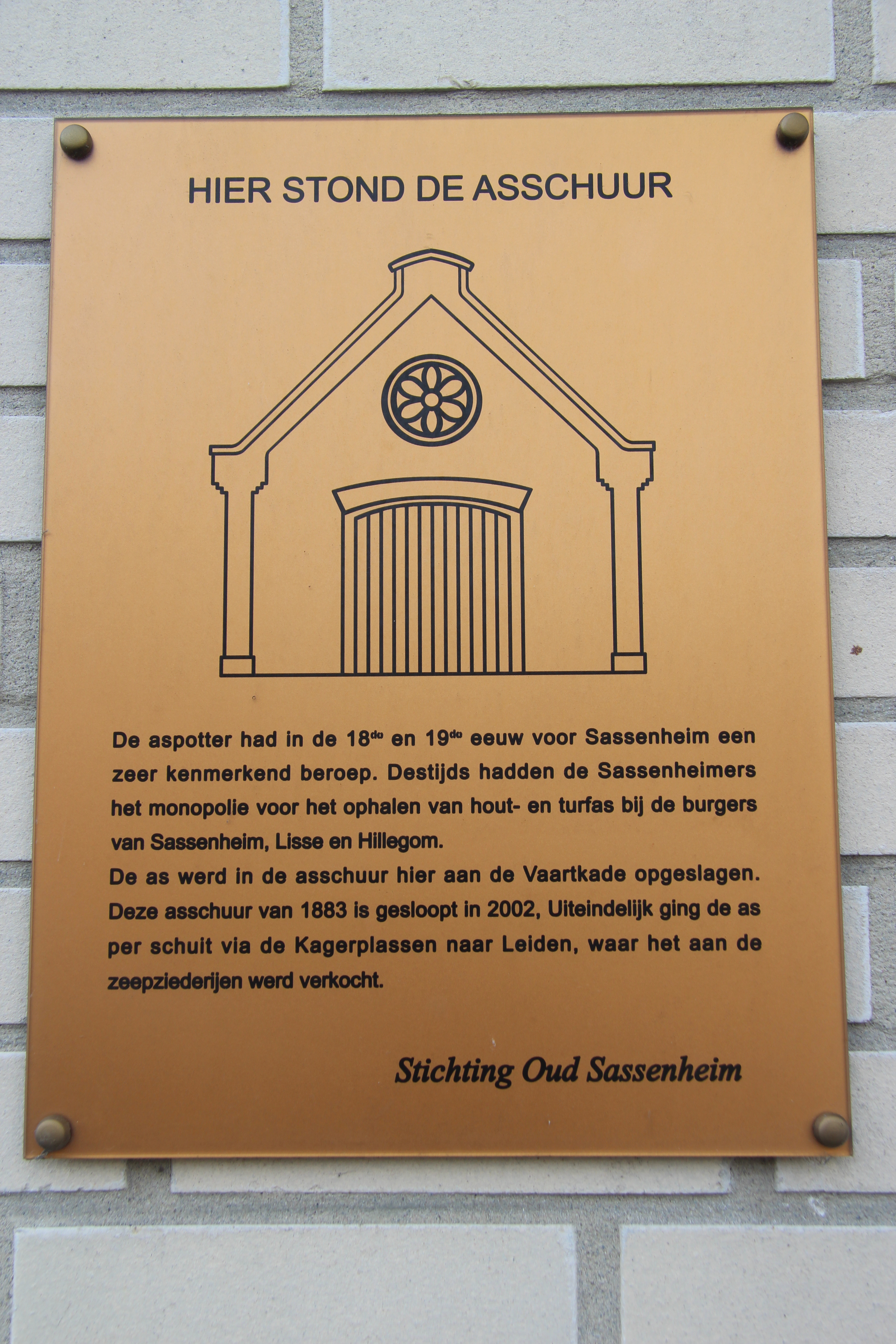
Plaquette ter herinnering aan de 'Asschuur'

De Asschuur stond van 1883 tot de sloop in 2002 aan de Vaartkade bij de haven van Sassenheim. De schuur diende voor de opslag van hout- en turfas, die bestemd was voor de zeepziederijen (zeepfabrieken) in Leiden. De schuur was gebouwd in de zogenoemde 'waterstaatstijl'. Wegens de bouwvallige staat werd hij in 2002 afgebroken. Een actie voor het behoud was tevergeefs.
In de 17e en 18e eeuw hadden de Sassenheimers het monopolie voor het ophalen van hout- en turfas bij de burgers van Sassenheim, Lisse en Hillegom (voor Lisse en Hillegom tot 1780; daarna ging men in deze plaatsen zelf de as inzamelen). De as werd door de zogenaamde 'aschhaalder' of 'aschpotter' opgehaald met zijn 'aschkar', die door een paard getrokken werd. De 'aschhaalder' was herkenbaar aan zijn hoge hoed en het geluid van zijn ratel. De as werd verzameld in de asschuur aan de haven en gesorteerd met het oog op de verschillende afnemers. De apothekers kregen de fijnste as, die werd gebruikt om het pigment te verminderen, teneinde een blanke huid (schoonheidsideaal) te krijgen. De wat grovere as werd vanwege de potas gebruikt als grondstof voor het vervaardigen van zeep door de in Leiden gevestigde zeepziederijen.  De meest grove as werd als meststof gebruikt op de rozenkwekerijen. Houtskool ging naar de smederijen. Het transport vanaf de asschuur ging per schip.
De activiteit van de 'aschhaalder' leeft voort in de bijnamen 'asbakken' of 'aspotters' voor de inwoners van Sassenheim. Er staat een standbeeld van 'De Aschpotter' op de hoek van de Oude Haven in Sassenheim en door de Stichting Oud Sassenheim is in de buurt een plaquette aangebracht ter herinnering aan de 'Asschuur'.